# 선저우 19호
선저우 19호(중국어 간체자: 神舟十九号, 병음: Shénzhōu Shíjiǔ-hào, 한자음: 선주 19호)는 2024년 10월 30일 발사된 중국의 우주 비행선으로 14번째 중국 유인 우주선이자 19번째 선저우 계획 비행선이다.

## 과정
선저우 19호는 이전 임무인 선저우 18호나기 전인 2024년 10월 30일 오전 4시 27분 창정 2F 로켓에 탑재되어 주취안 위성발사센터에서 발사되었다. 발사 10분 후 로켓과 성공적으로 분리되어 예정 궤도에 진입하였다.

## 비행사
선저우 19호에는 차이쉬저와 쑹링둥, 왕하오쩌 등 3명의 유인 비행사가 탑승하였다. 3명 중 2명은 1990년대생으로, 이로써 세계 최초의 1990년대생 우주비행사가 탄생하게 되었다.
- 차이쉬저(중국어 간체자: 蔡旭哲, 한자음: 채욱철): 사령관, 선저우 14호 임무에도 참여
- 쑹링둥(중국어 간체자: 宋令東, 한자음: 송령동): 첫 비행, 1990년생
- 왕하오쩌(중국어 간체자: 王浩澤, 한자음: 왕호택)
  - 첫 비행, 1990년생 여성
  - 2020년 우주비행사로 선발, 훈련 완료
  - 로켓 엔지니어 개발 담당(비행에서는 우주 실험, 화물 관리, 우주 정거장 운영 감독 담당)

## 임무
유인 비행사들은 여러 차례 우주선 밖으로 나가 미세중력 기초물리, 우주 재료 과학, 우주 생명 과학, 우주 의학 등과 관련된 실험들을 진행하고 우주 잔해물 보호 장치 설치, 외부 탑재물 및 장비 설치 등의 임무를 수행하게 된다.